# 斯科斯比松
伊托科托米特（[itːoqːoʁtoːʁmiːt]），前称斯科斯比松（丹麥語：Scoresbysund），是格陵蘭東部塞梅索克市镇的定居點，位於斯寇爾斯比灣北岸。截至2020年，其人口為345人，被描述為地球上最偏遠的定居點之一。
该地丹麦语名源自英國北極探險家和捕鯨人威廉·斯科斯比，他是1822年第一個繪製該地區地圖的歐洲人。該地區以其野生動物而聞名，包括北極熊、麝牛和海豹。